# Gallo Matese
Gallo Matese ist eine italienische Gemeinde (comune) mit 454 Einwohnern (Stand 31. Dezember 2023) in der Provinz Caserta in Kampanien. Sie ist Bestandteil der Comunità Montana del Matese. Die Gemeinde liegt etwa 44,5 Kilometer nordnordwestlich von Caserta am Parco Regionale del Matese und grenzt an die Provinz Isernia (Molise).